# Madonna di Vico l'Abate
La Madonna di Vico l'Abate est une peinture  a tempera et or sur panneau bois de 150 × 78 cm réalisée par Ambrogio Lorenzetti, datée de 1319,  et conservée au Musée Giuliano Ghelli à San Casciano in Val di Pesa.

## Histoire
L'œuvre provient de l'église Sant'Angelo a Vico l'Abate et est datée de 1319 comme l'indique l'inscription sur le bas : A.D. MCCCXVIIII. P(E)R RIMEDIO D(E)L A(N)I(M)A DI BURNACIO. DUCIO DA TOLANO FECELA FARE BERNARDO FIGLIUOLO BURNA.... Il s'agit probablement de la première œuvre de Ambrogio Lorenzetti.
La peinture a été reconnue comme l'œuvre d'Ambrogio Lorenzetti par l'historien d'art Giacomo De Nicola (de) (1922), qui a souligné ses affinités stylistiques avec la Madonna di Badia Isola. Par la suite, la critique a accepté cette attribution à l'unanimité, considérant la Madonna di Vico l'Abatecomme la première œuvre de l'artiste.